# 蘇聯民航3932號班機空難
蘇聯民航3932號班機是蘇聯民航1班來回鄂木斯克機場到科利佐沃機場的定期航班，1973年9月30日，1架圖-104客機墜毀在斯維爾德洛夫斯克機場附近，導致了機上108人全部罹難。

## 原因
飛機水平儀故障導致飛行員空間迷向，同時也導致客機墜毀。

## 類似事故
- 蘇聯民航964號班機空難
- 印度航空855號班機空難
- 大韓航空貨運8509號班機空難